# Silverån (naturreservat)
Silverån är ett naturreservat i Ydre kommun i Östergötlands län.
Området är naturskyddat sedan 2009 och är 42 hektar stort. Reservatet omfattar en längre sträcka av Silverån med dess dalgång och en fuktstråk som ansluter till denna. I dalgången växer gammal gran och gamla lövträd. Reservatet har bildats för att freda beståndet av flodpärlmussla i ån.   